# Vlad Filat

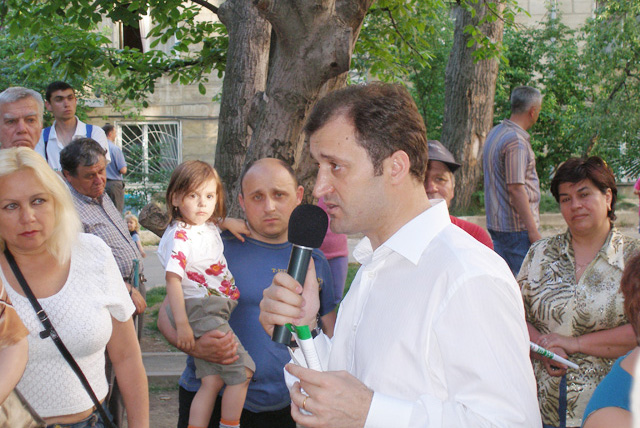
Primeiro-Ministrado Vlad Filat

Vladimir Filat (6 de maio de 1969) é um político moldavo. Foi primeiro-ministro da Moldávia de 25 de setembro de 2009 a 25 de abril de 2013 e presidente interino do seu país, durante dois dias, de 28 de dezembro a 30 de dezembro de 2010.
Em 27 de junho de 2016, foi condenado a nove anos de prisão por corrupção e abuso de poder. Foi libertado em dezembro de 2019.